# Holzhaus (Loheland)

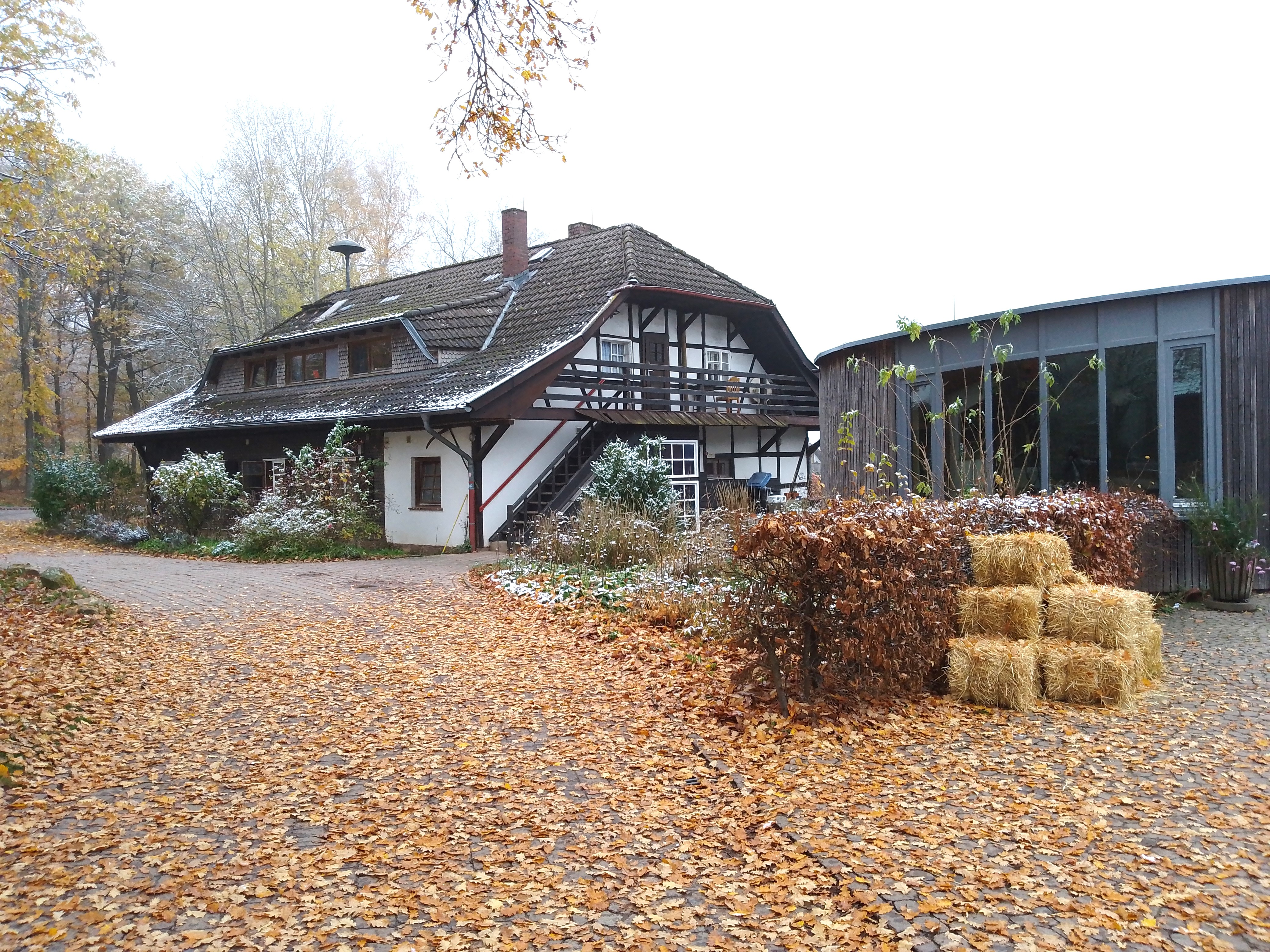
Ansicht vom Süden 2022, rechts der Neubau des Hauses für Spiel und Bewegung

Das Holzhaus in der ehemaligen Frauen-Siedlung Loheland bei Fulda ist ein Kulturdenkmal im Bereich der Gesamtanlage Loheland. Es war der erste Bau, der nach dem Erwerb des Geländes für die Lohelandschule für Körperbildung, Landbau und Handwerk als Küche, Wohn- und Schlafgebäude 1919 errichtet wurde. Historisch gehörte der heute nicht mehr bestehende, landwirtschaftlich genutzte Kavaliersflügel zur funktionalen und gestalterischen Einheit.

## Lage
Das Gebäude gehört zur Gemeinde Künzell bei Fulda. Die Siedlung Loheland liegt auf dem Gemarkungen der Ortsteile Dirlos und Pilgerzell. Das Holzhaus steht am Übergang der Felder zum Wald. Es bildete die Keimzelle für weitere Wohn- und Arbeitsbereiche, die an dieser Stelle, getrennt von den Unterrichtsräumen und getrennt vom Veranstaltungsbereich, nach und nach errichtet wurden.

## Geschichte
Das Gelände der Lohelandschule für Körperbildung, Landbau und Handwerk war ursprünglich unbebaut. Schülerinnen und Lehrerinnen wohnten in der Anfangszeit auf umliegenden Bauernhöfen und halfen dort gegen Kost und Logis in der Landwirtschaft.

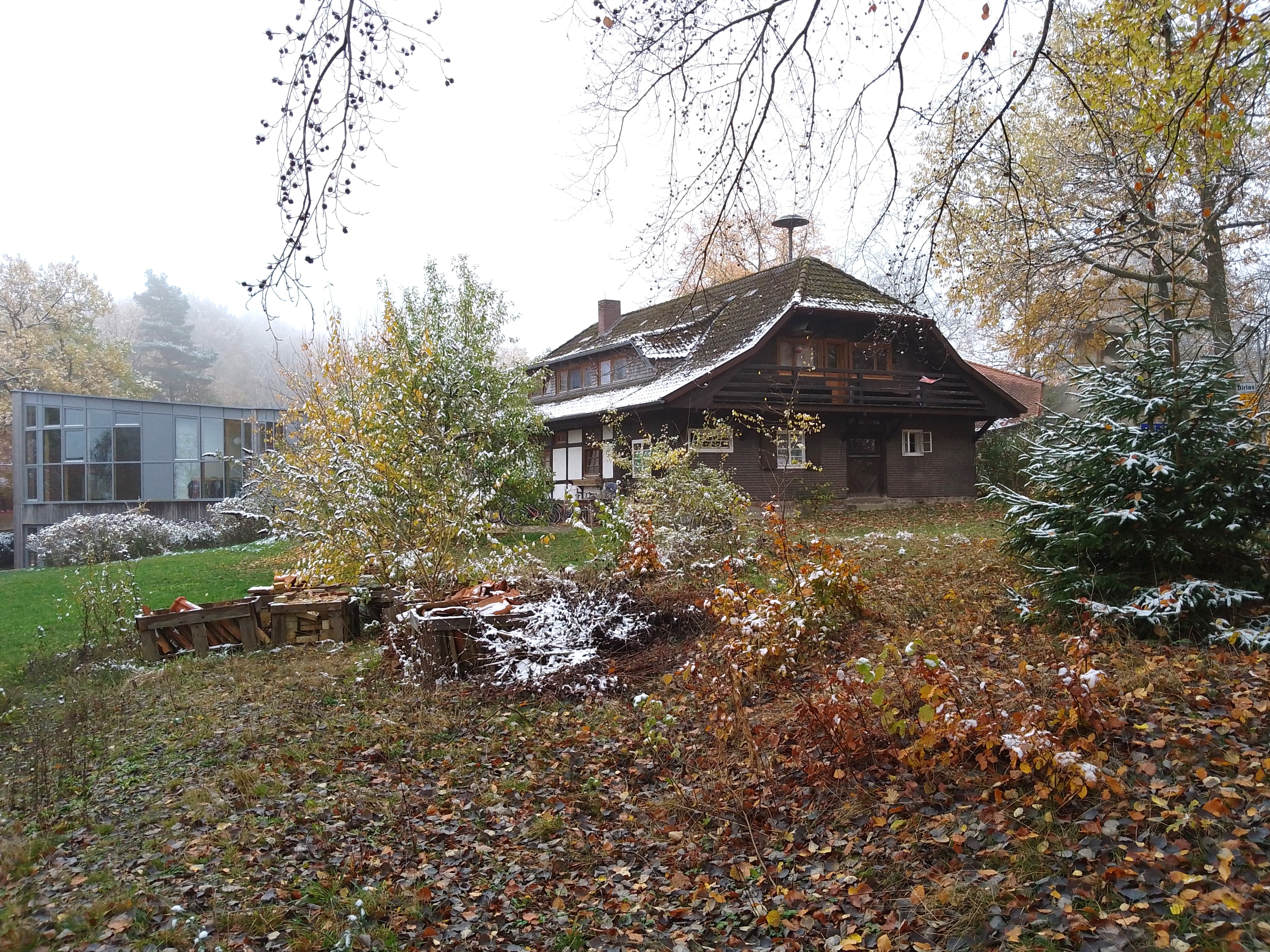
Nordansicht des Holzhauses 2022, links der Neubau des Hauses für Spiel und Bewegung statt des ehemaligen Kavaliersflügels

Das Holzhaus wurde im Sommer 1919 als erster Bau nach Angaben von Louise Langgaard durch örtliche Handwerker, Studierende und Mitglieder der Wandervogelbewegung errichtet. Vermutlich entschied man sich für eine Fachwerkkonstruktion, da sie schnell und einfach mit den örtlichen Materialien Holz und Lehm umzusetzen war. Zum Ensemble gehörte ein ebenfalls 1919 errichtetes Auszugshaus. Dieser Bau wurde rechtwinklig im Süden des Hauptbaus angeordnet. Er stammte wohl aus dem 18. oder 19. Jahrhundert und befand sich ursprünglich in Dipperz. Dort wurde er preisgünstig auf Abbruch erworben und in Loheland mit einer Speisekammer für das Holzhaus sowie Scheunen- und Stallanbauten wieder errichtet. Das gesamte Nebengebäude wurde nach der Erzählung Gösta Berling von Selma Lagerlöf Kavaliersflügel genannt, da hier zuerst männliche Hilfskräfte für die Landwirtschaft untergebracht wurden. Später wohnte der Loheland-Landwirt mit seiner Familie hier. Der Wohntrakt bestand aus einer Küche und zwei Wohnräumen im Erdgeschoss und drei Kammern im Dachgeschoss. Der Kavaliersflügel wurde vor ein paar Jahren abgebrochen, um für den Bau des Hauses für Spiel und Bewegung der Waldorfschule Platz zu gewinnen.

## Beschreibung

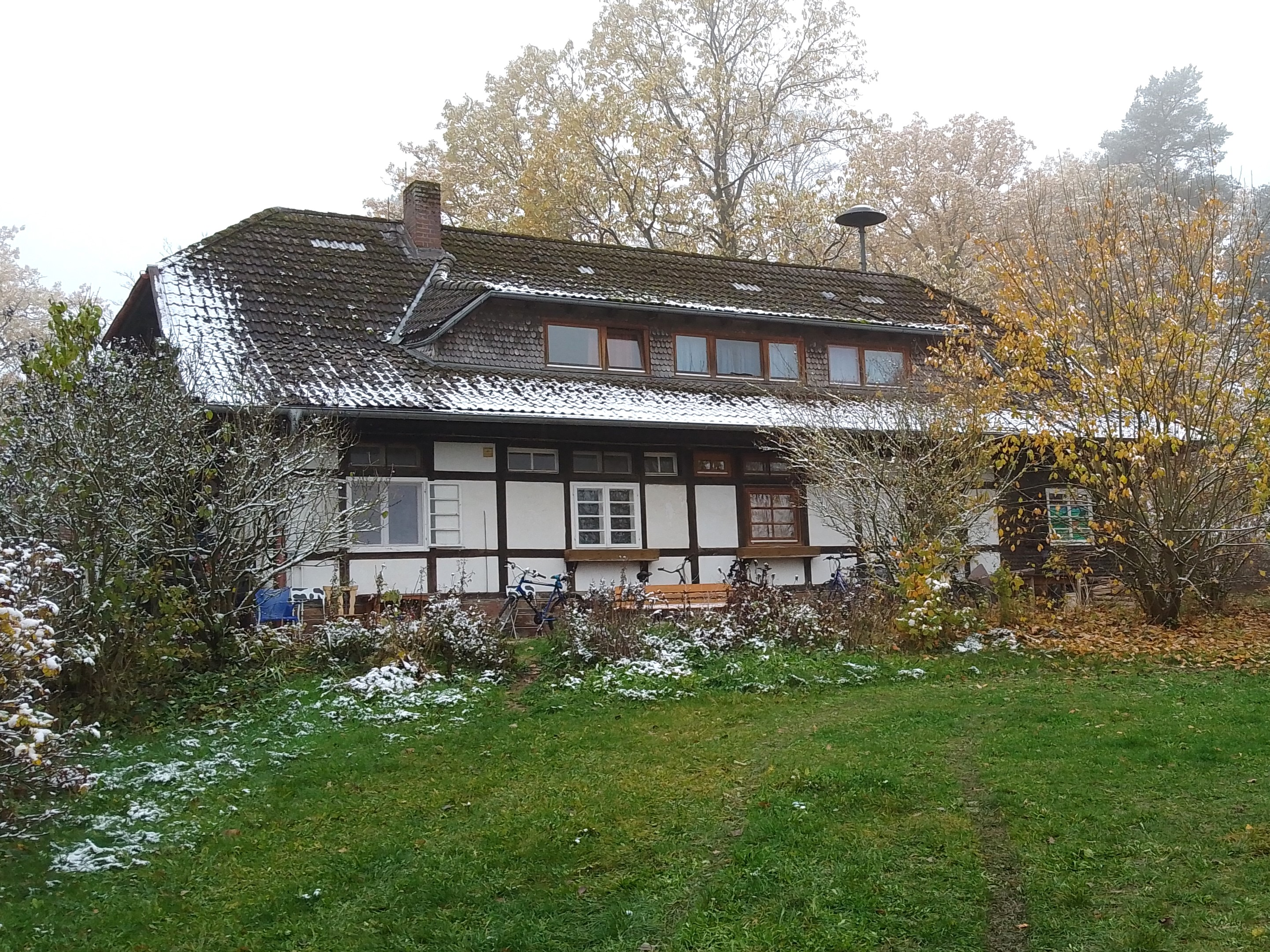
Ostfassade im November 2022

Das eingeschossige Fachwerkhaus wurde auf einem Sandsteinsockel und mit einem mit flachem Krüppelwalmdach errichtet. Ursprünglich verfügte das Dach über Fledermausgauben. Heute gibt es langgezogene Schleppgauben fast über die gesamte Längsseite des Daches. Im Osten gab es zuerst eine Loggia, auf der auch gegessen wurde. Sie umfasste drei Fünftel der Gesamtfassade. Dieser Bereich ist heute durch eine Wand abgeschlossen. Im Dachgeschoss befanden sich zehn Stuben für Lehrerinnen und Mitarbeiterinnen. Im Erdgeschoss lagen sieben Wohn- und Schlafräume sowie eine große Küche.
Die Fassade war ursprünglich fachwerksichtig. Heute sind die West- und die Nordfassade mit Holzschindeln verkleidet. An den Giebeln befinden sich seit jeher große Balkone, die unter dem Hauptdach des Gebäudes liegen.
Das Gebäude ist ein Kulturdenkmal gemäß § 2.1 Hessisches Denkmalschutzgesetz innerhalb der Gesamtanlage Loheland gemäß § 2.2.1 Hessischen Denkmalschutzgesetz.